# Phoracantha superans
Phoracantha superans es una especie de escarabajo del género Phoracantha, familia Cerambycidae. Fue descrita científicamente por Pascoe en 1862.
Esta especie se encuentra en Australia.
Mide 2 centímetros de longitud.